# Sylviane Chatelain
Œuvres principales
- La Part d'ombre (1988)
- Le Manuscrit (1993)

Originaire de Tramelan, Sylviane Chatelain est un écrivain suisse née le 14 novembre 1950 à Saint-Imier.
Elle a étudié à l'École des arts décoratifs de Genève, au gymnase du soir de Lausanne et à la Faculté des lettres de l'Université de Neuchâtel où elle obtient un certificat de latin.
Pendant ses études à Genève, elle décroche le premier prix de graphisme d’un concours organisé par l’Administration des postes des Nations unies (1969) et le premier prix de graphisme du Bureau central de la marque suisse d’origine « L’Arbalète » (1970).
En 1984, elle obtient le premier prix du concours littéraire organisé par l'atelier d'écriture du Soleil à Saignelégier (texte publié dans La montagne aux vingt miroirs). Sylviane Chatelain a obtenu le Prix Hermann Ganz, à deux reprises le prix de la commission de littérature du canton de Berne, le Prix Schiller et le Prix BPT (auj. Prix Bibliomedia Suisse). À trois reprises, elle est invitée aux Journées littéraires de Soleure (1992, 2001 et 2003). En 2000 et 2006, elle fait partie de la sélection Lettres frontière.
Membre (1996-2002) puis présidente (2002) de la Commission de littérature de langue française du canton de Berne. Membre de la Commission francophone chargée des affaires culturelles générales (1999-2002). Pendant de nombreuses années, elle représente également le Conseil-exécutif du canton de Berne au sein du Conseil de Direction de la Fondation C.F. Ramuz (1998-2005).
Membre de l'Institut jurassien des sciences, des lettres et des arts (élue en 1994), de l'Association des écrivains neuchâtelois et jurassiens et membre fondatrice du Cercle littéraire (2005-2006) de la Société jurassienne d’émulation (SJE), membre de l'AdS (Autrices et Auteurs de Suisse) et de Pro Litteris.

## Publications
- Les Routes blanches, nouvelles, éditions de l'Aire, 1986.
- La Part d'ombre, roman, Bernard Campiche éditeur, 1988. Prix Hermann Ganz 1989 de la Société suisse des écrivaines et écrivains. Prix 1989 de la Commission de littérature française du canton de Berne. Réédité aux éditions camPoche en 2005.
- Schattenteil, (La part d'ombre, traduction allemande de Barbara Traber), Édition Hans Erpf, Bern/München, 1991. Publié en feuilleton dans la Neue Zürcher Zeitung.
- De l'autre côté, nouvelles, Bernard Campiche Éditeur, 1990. Prix Schiller 1991.
- Le Manuscrit, roman, Bernard Campiche Éditeur, 1993.
- Das Manuskript, (Le Manuscrit, traduction allemande de Yla von Dach), eFeF Verlag, Bern, 1998.
- L'Étrangère, nouvelles, Bernard Campiche Éditeur, 1999. sélection Lettres frontière 2000.
- Le Livre d'Aimée, roman, Bernard Campiche Éditeur, 2002. Prix Bibliomedia 2003. Prix 2004 de la Commission de littérature française du canton de Berne (également pour l'ensemble de l'œuvre).
- Une main sur votre épaule, Bernard Campiche Éditeur, 2005. sélection Lettres frontière 2006.
- Dans un instant, nouvelles, Bernard Campiche Éditeur, 2010.
- La Boisselière, roman, Bernard Campiche Éditeur, 2014
- Déchirures, nouvelles, Bernard Campiche Éditeur, 2018
- Nouvelles et contes parus dans la presse et différentes revues de Suisse, Canada, Roumanie, Belgique et Russie.